# Szigeti Turmix
A Szigeti Turmix című hetenként megjelenő társasági lap Máramarosszigeten 1993-ban indult. Kezdeményezői és alapítói Rácz Miklós, Várady László, András Csaba, Benk Károly, Béres József, Bogdán Pál, Pataki Lehel, Román János és Rozsnai Bálint; főszerkesztője előbb Rácz Miklós, 1997-től Várady László.

## Témák és folytatás
A lapban megjelenő írások szerzői foglalkoztak politikával, egészségügyi problémákkal, sporttal, beszámoltak a vidék magyar kulturális eseményeiről. 1993-ban bekapcsolódtak abba a mozgalomba, amelynek célja a történelmi Máramaros vármegye visszaállítása volt. Csiszár László a régi szigeti magyar családnevekkel foglalkozott, Mazalik Alfréd (egy időben parlamenti képviselő) Máramarossziget magyar múltjának emlékeit, eseményeit elevenítette fel, Schreck László történész szintén helytörténeti írásokat adott közre. Rácz Miklós interjút készített Bodnáruk József főhadnaggyal, aki 1956-ban Temesváron teljesített katonai szolgálatot, s mivel megtagadta a tűzparancsot a tüntető diákok ellen, 21 évre volt ítélve. A Szigeti Turmix folytatásokban közölte Elie Wiesel Az éjszaka címmel megjelent, a zsidók deportálásának borzalmait megelevenítő könyvét.
A kis lélekszámú máramarosi magyarság azonban nem tudta anyagilag biztosítani a lap fennmaradását, ezért az 2003 tavaszán megszűnt, akárcsak később a helyi Hollósy Simon Művelődési Egylet időszaki lapja, az 1998-tól megjelenő, Zahoránszky Ibolya szerkesztette Máramarosi Hírnök.